# Taudejāņi
Taudejāņi – stacja kolejowa w pobliżu miejscowości Taudejāni, w gminie Rzeżyca, na Łotwie. Położona jest na linii Rzeżyca - Zilupe.